# Haapsalu
Haapsalu (németül: Hapsal és svédül: Hapsal) egy tengerparti üdülőváros Észtországban. A város Lääne megyében fekszik; megyeszékhely. Területe 10,59 km². Lakóinak száma 11 876, a népsűrűség 1121,4 fő/km² (2004).

## Fekvése
Az ország nyugati tengerpartján található. Régóta híres meleg tengervizéről, gyógyító iszapjáról és békés hangulatáról. A tengerhez vezető szűk utcái mentén a 20. század elejéről származó faépületek húzódnak.

## Története
- A város története 1279-ig nyúlik vissza: ekkor lett az Ösel-Wieki püspökség székhelye az elkövetkezendő 300 évre. Ezen korai időszakból több épület máig is fennmaradt, többek között például a püspöki palota, a Haapsalui vár.
- A 19. században a helyi kézművesség főként sáljairól és kendőiről volt híres.
- Haapsalu és környéke az Észtországban élő svédek legfőbb vidéke volt a 13. századtól egészen 1944-ig, amikor többségük elmenekült a háború sújtotta tájékról.

## Népessége
| Lakosok száma | 10 251 | 10 316 | 10 160 | 10 146 | 9946 | 9838 | 9675 | 9513 | 9595 | 9812 |
|               | 2011   | 2014   | 2015   | 2016   | 2017 | 2018 | 2019 | 2020 | 2021 | 2023 |

## A gyógyfürdő
Sokáig csupán a helyiek hittek az iszap gyógyító hatásában, mígnem végül egy katonaorvos, Carl Abraham Hunnius megnyitotta az első iszapkúrát is kínáló gyógyfürdőt 1825-ben. A létesítményben kínált gyógymódnak hamarosan híre ment Szentpétervár arisztokráciája körében. A város azóta is a vizére építi gazdaságát, nyaranta üdülők sokasága lepi el.

## Látnivalók

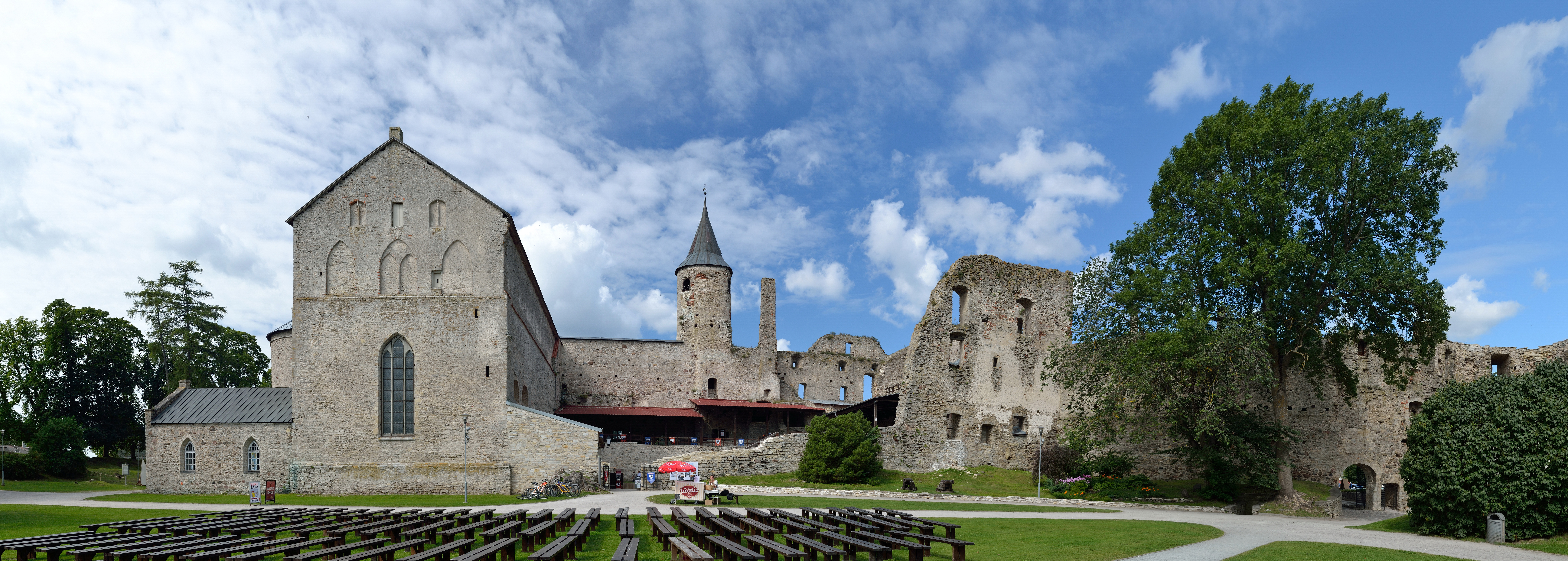
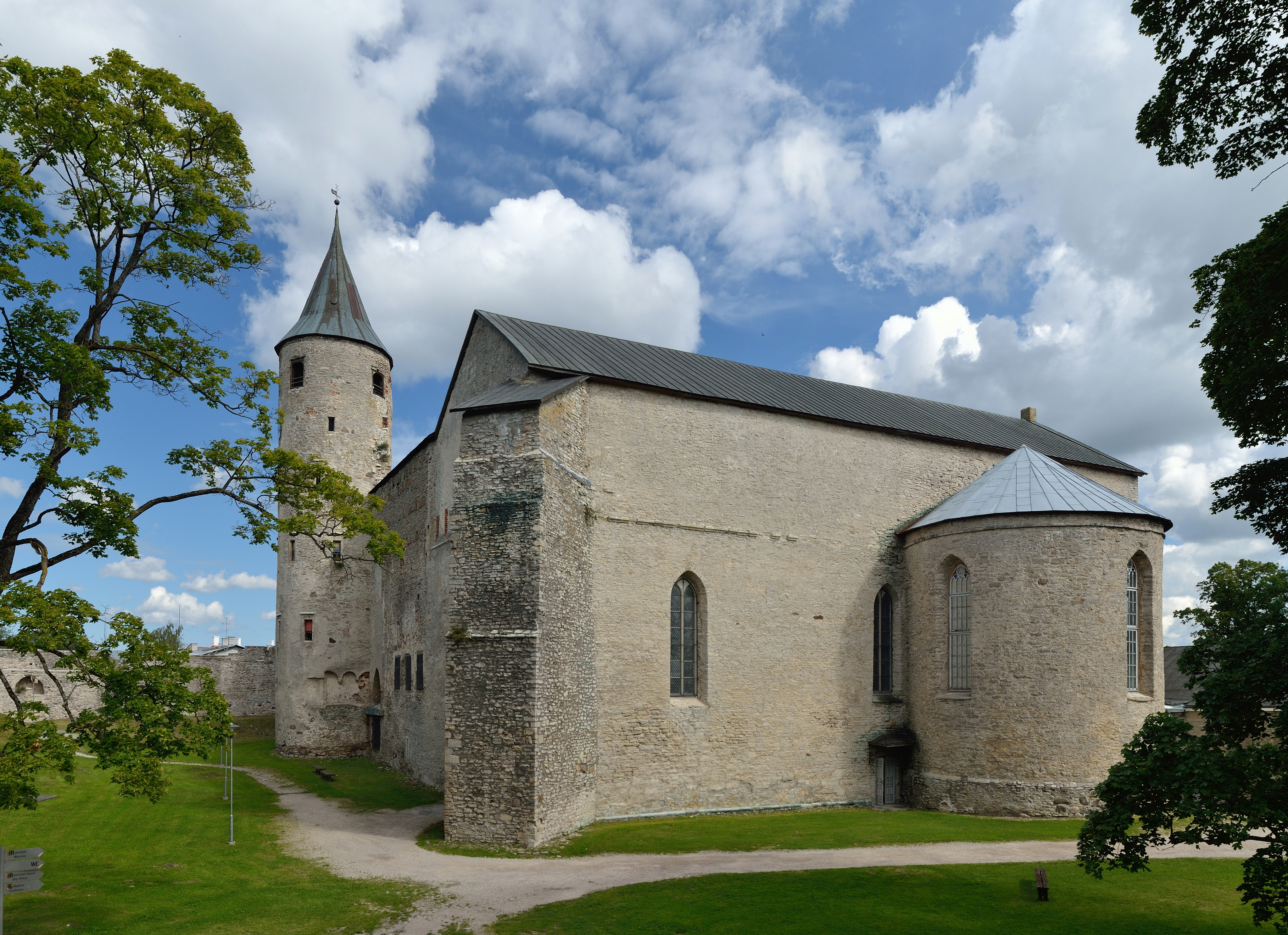
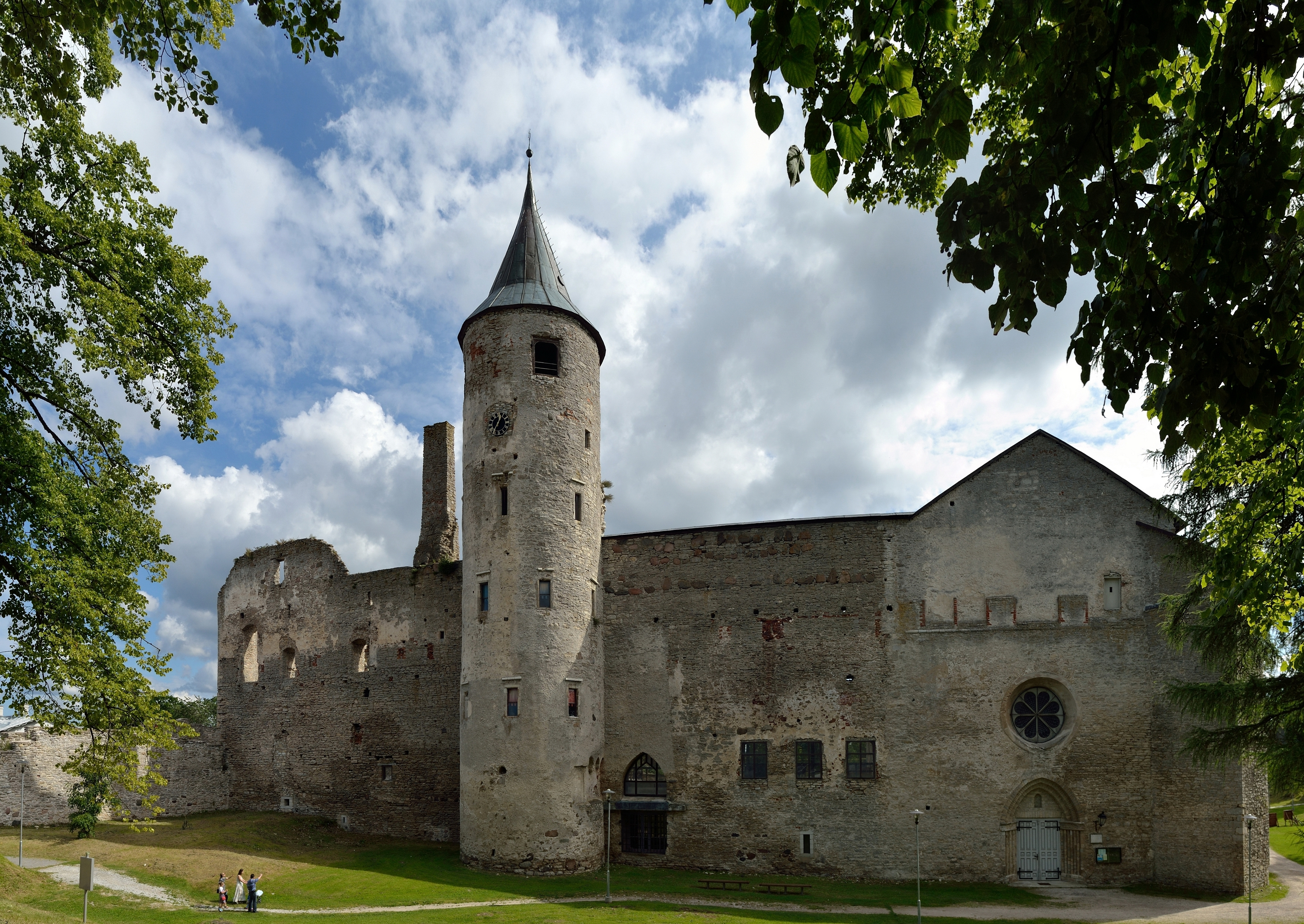
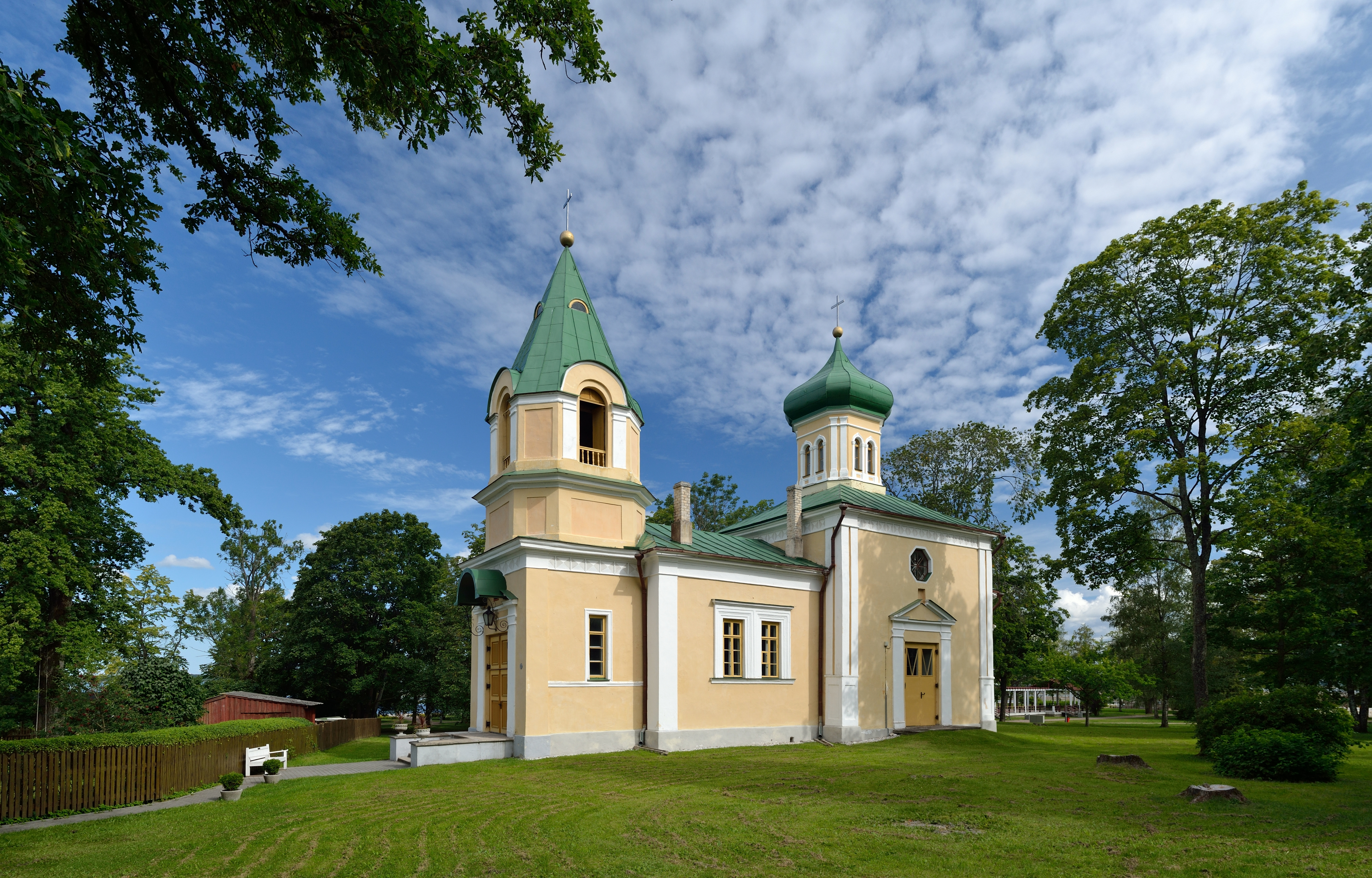
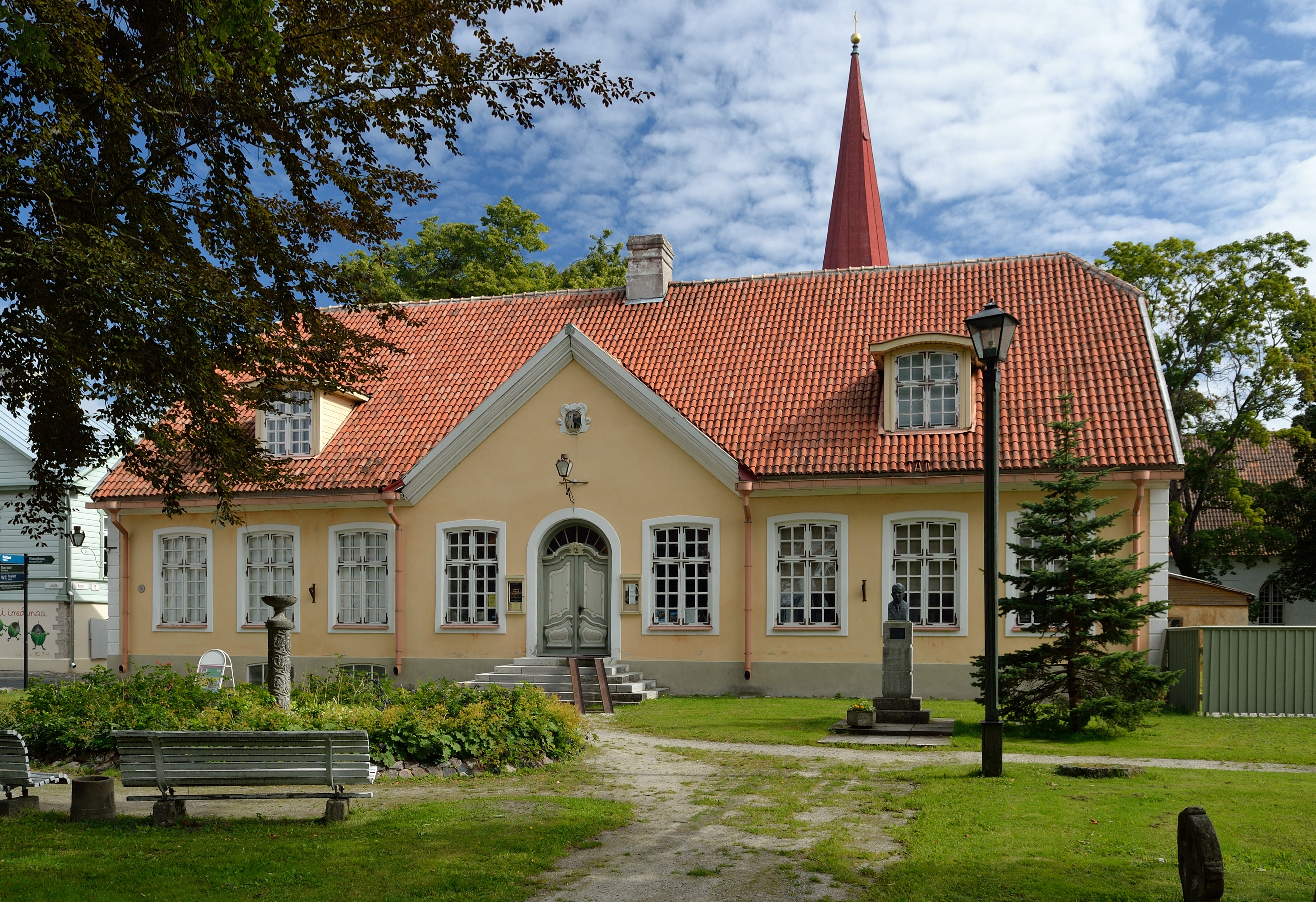
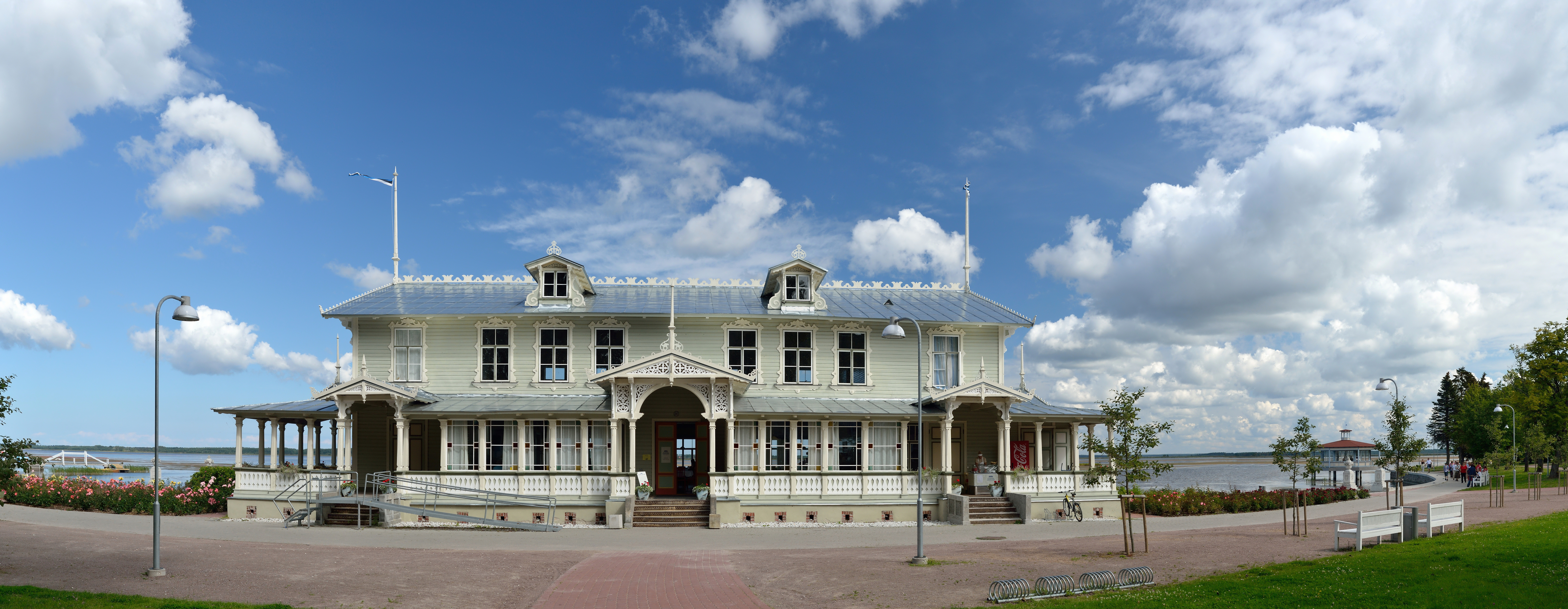
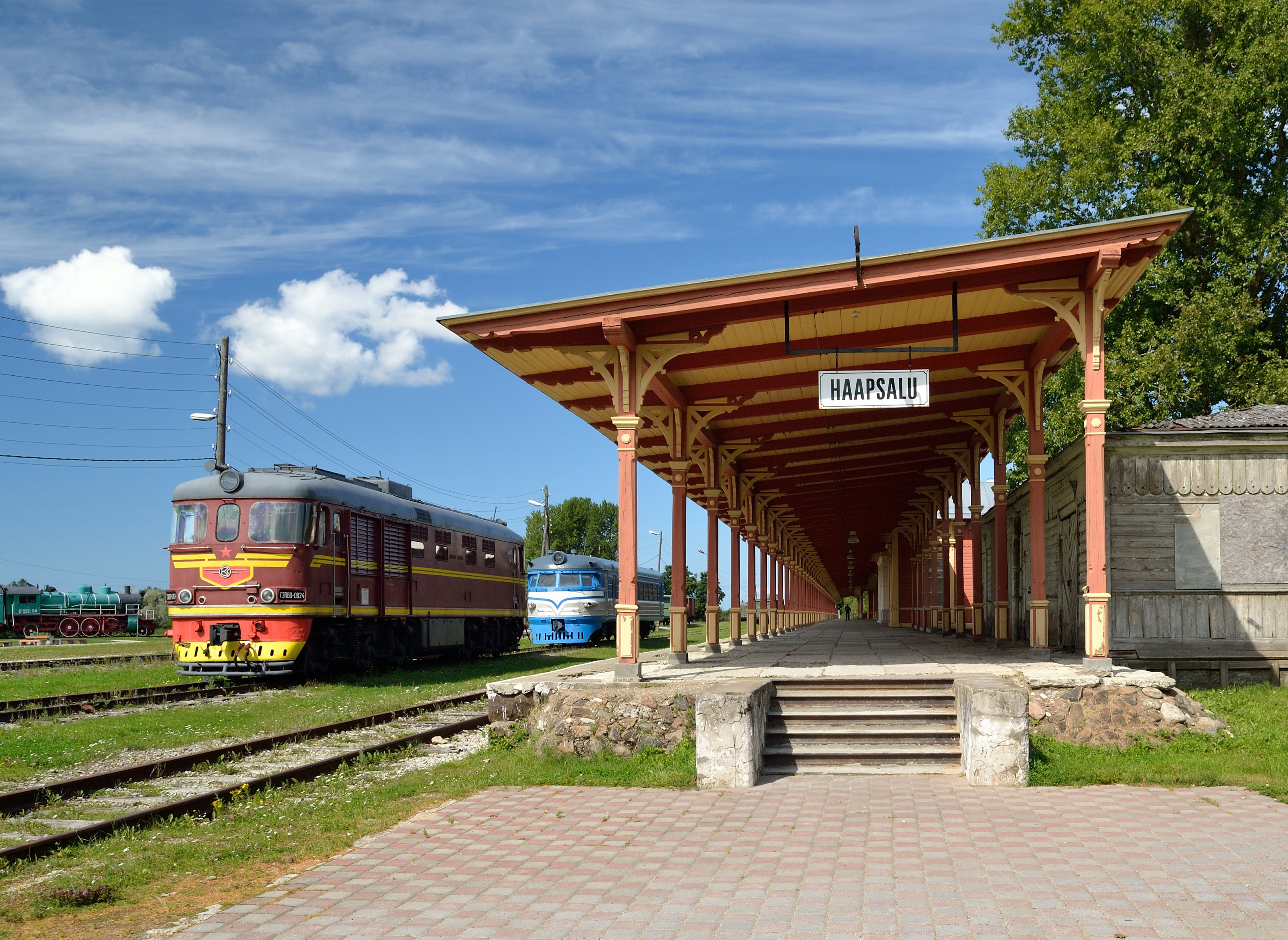
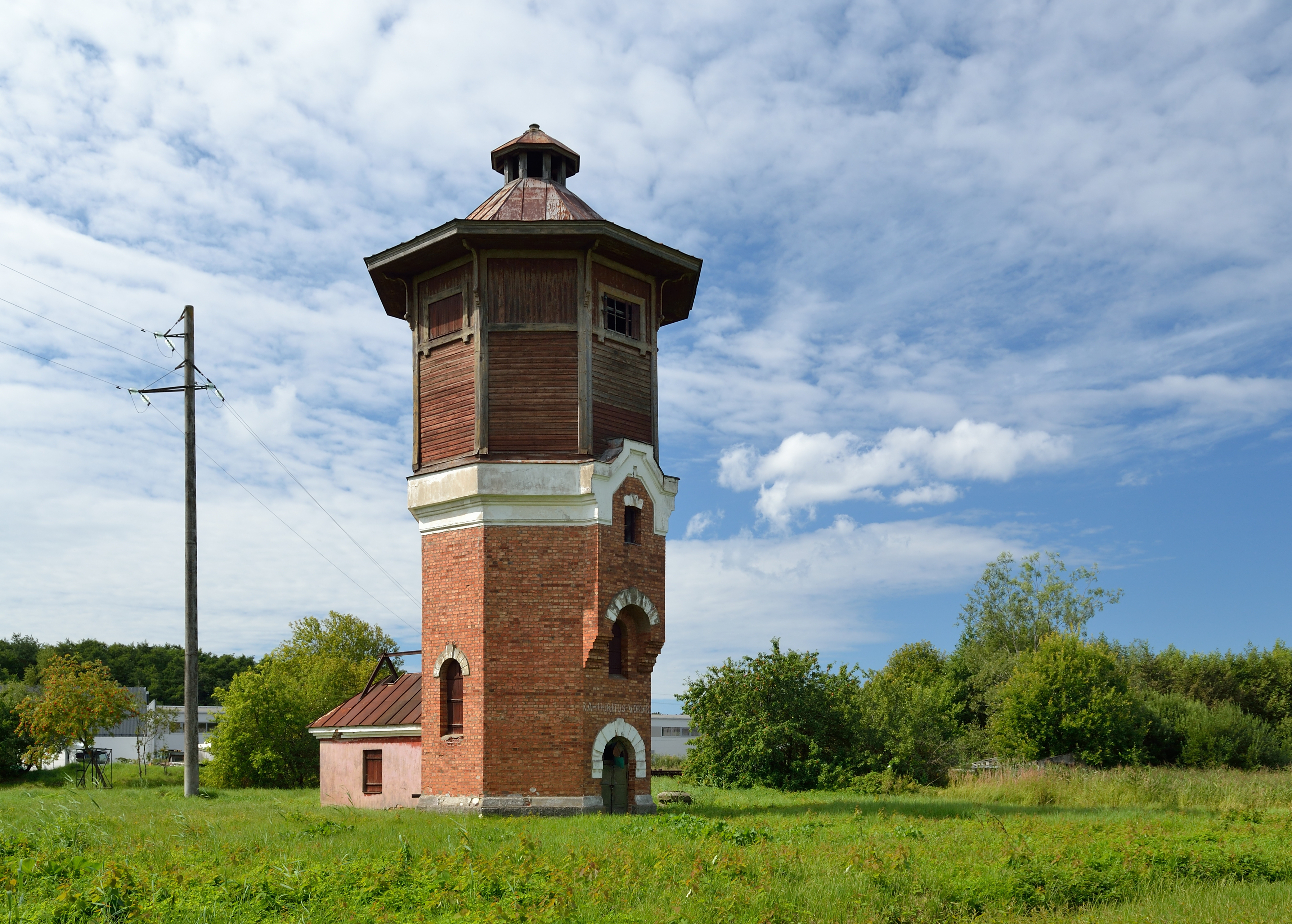
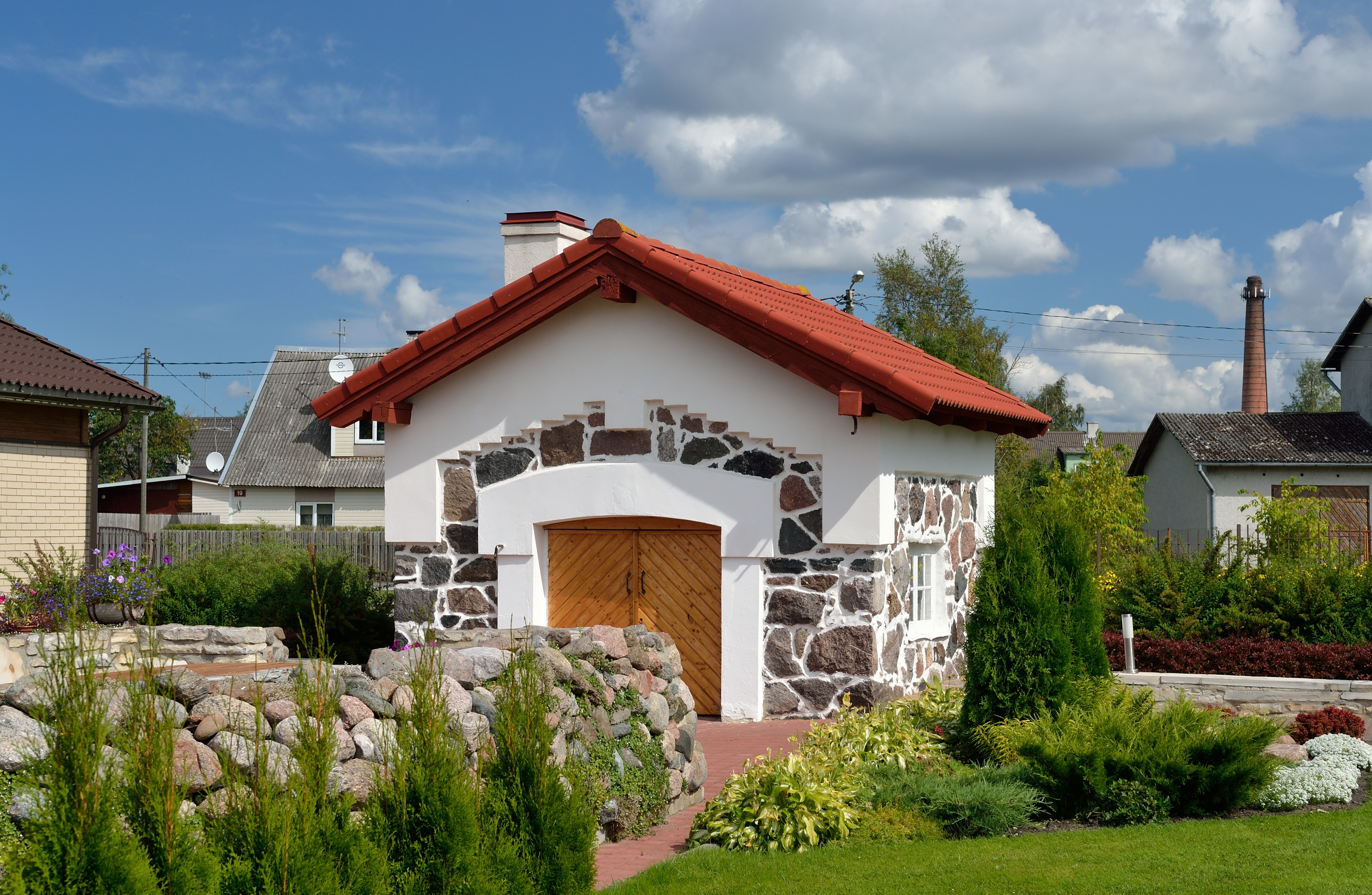
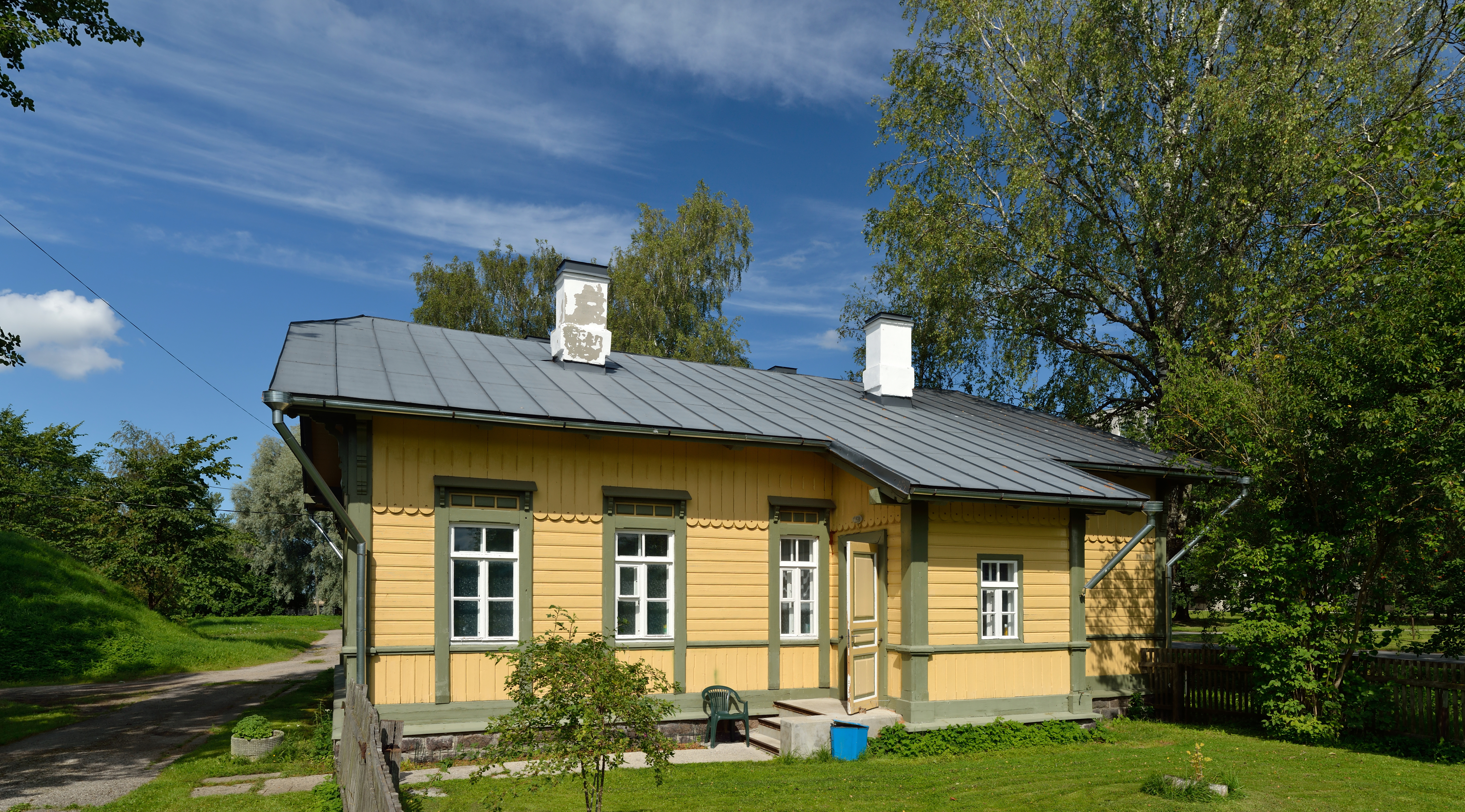
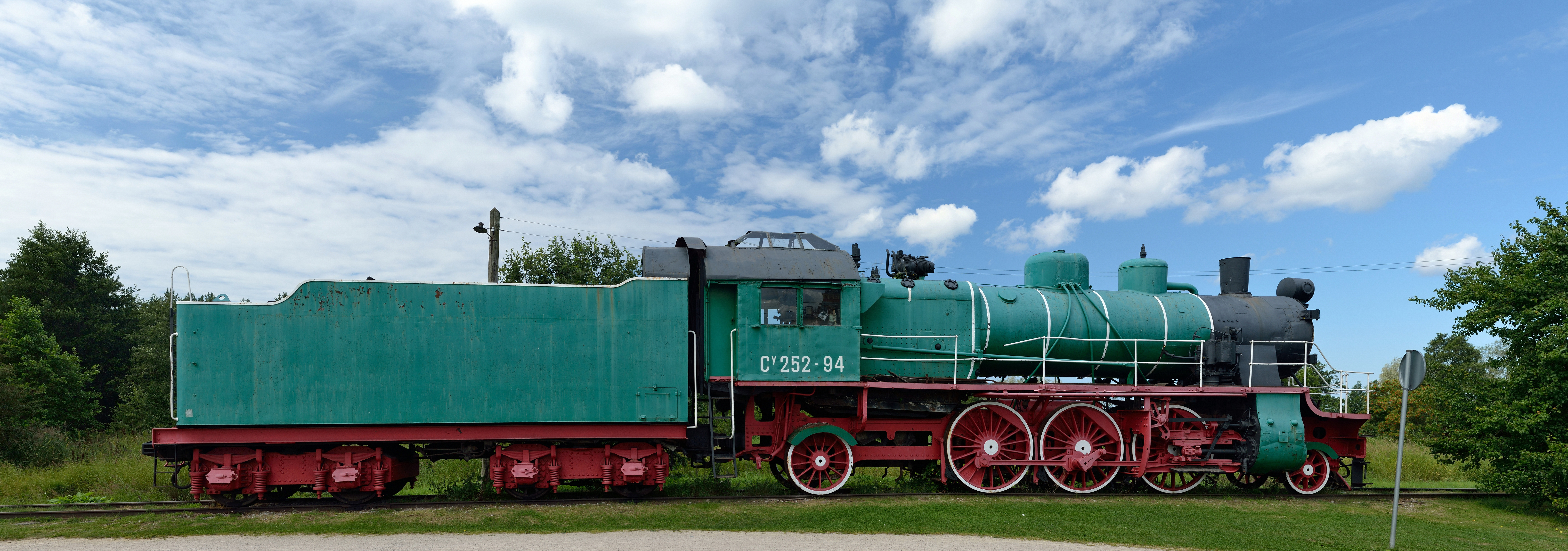

- püspöki palota
- Haapsalu-vár